# Velenitaly
Velenitaly è un termine coniato nel 2008 dalla rivista l'Espresso a seguito dell'omonima inchiesta, con cui ci si riferisce in generale a tutti gli scandali riguardanti la sofisticazione di vino in Italia successivi allo scandalo del vino al metanolo del 1986; il termine viene contrapposto con amaro sarcasmo a Vinitaly, nome del più importante evento fieristico italiano a tema enologico, in quanto uno scandalo riguardante vino sofisticato con acidi scoppiò poco prima che iniziasse l'edizione 2008 del Vinitaly.

## Storia
Secondo alcuni media vi sarebbero stati, nel solo 2008, 70 milioni di ettolitri di vino a basso costo a rischio, venduto in tutta Italia. Si sono sollevate tuttavia feroci contestazioni e un coro di critiche verso gli articoli di denuncia da parte de L'Espresso, accusato di "lanciare il sasso e non fare i nomi", di "inventarsi" scandali ad hoc e di mandare in crisi senza motivo un intero settore. Il ministro Emma Bonino, in un'intervista del 7 aprile 2008, parlò addirittura di "autolesionismo", pur ammettendo la possibilità dell'esistenza di un rischio per i cittadini. Tuttavia, proprio sull'onda di questa denuncia, scattò nel 2008 l'operazione Vendemmia sicura, peraltro già partita nel dicembre 2007, che in prima istanza vide coinvolte circa 20 aziende di cui 8 solo al Nord.
Le indagini verterono su situazioni che avrebbero messo potenzialmente a repentaglio la salute dei consumatori come verificarono gli stessi inquirenti, infatti dopo gli esami effettuati sul vino sequestrato negli stabilimenti di Veronella, le procure di Verona e Taranto contestarono il reato di adulterazione. Si sarebbe trattato più precisamente della presenza nel vino di sostanze quali l'acido cloridrico e l'acido solforico, e non sono escluse altre sostanze gravemente dannose per la salute. Nell'aprile del 2008, l'allora ministro per le Politiche agricole Paolo De Castro, in merito all'intera vicenda e alle inchieste delle procure di Taranto e Verona, parlò di "capillari indagini del Corpo Forestale dello Stato e dell'Ispettorato Controllo Qualità" e di "pochi malfattori, tra l'altro già noti alle forze dell'ordine per analoghe vicende pregresse (che) non fanno certo l'immagine di un intero settore".
La vicenda è stata oggetto di un'interrogazione da parte della Commissione europea e la stampa specializzata si è successivamente riferita allo scandalo indicandolo come Velenitaly, in quanto scoppiato poco prima che fosse inaugurato il Vinitaly. L'operazione "Vendemmia sicura" si concluse nel 2008, con un bilancio di 140.000 ettolitri di vino sofisticato, numerose ispezioni presso soggetti e cantine in Piemonte, Lombardia, Veneto, Emilia-Romagna, Umbria, Lazio e Puglia, circa 200 violazioni accertate di cui 111 penali e 566 persone segnalate dai Carabinieri. Nel novembre 2008 è stato disposto il dissequestro per circa 8.600 ettolitri di vino sofisticati per aggiunta di zuccheri estranei, a seguito di una disposizione della Procura della Repubblica di Taranto.